# 新华街道 (张家口市)
新华街街道是中国河北省张家口市桥西区下辖的一个街道。

## 行政区划
新华街街道下辖西豁子社区、杏树院社区、新华街社区、北瓦盆窑社区、南瓦一社区、南瓦二社区、新华苑社区、金鼎社区。